# Convocazioni alla NORCECA Champions Cup maschile 2015
Elenco dei giocatori convocati per la NORCECA Champions Cup 2015.

## Canada
| N° | Nome                 | Ruolo | Data di nascita   | Squadra              |
| -- | -------------------- | ----- | ----------------- | -------------------- |
| -  | Glenn Hoag           | All   | 12 ottobre 1958   | Arkas                |
| 1  | Tyler Sanders        | P     | 14 dicembre 1991  | Lugano               |
| 2  | John Perrin          | S     | 17 agosto 1989    | Arkas                |
| 3  | Daniel Lewis         | L     | 3 aprile 1976     | Rennes               |
| 4  | Joshua Howatson      | P     | 7 ottobre 1984    | -                    |
| 5  | Rudy Verhoeff        | C     | 24 giugno 1989    | Gazélec Ajaccio      |
| 6  | Justin Duff          | C     | 10 maggio 1988    | Łuczniczka Bydgoszcz |
| 8  | Adam Simac           | C     | 9 agosto 1983     | ASUL Lyon            |
| 9  | Dustin Schneider     | P     | 27 febbraio 1985  | -                    |
| 10 | Toontje van Lankvelt | S     | 1º luglio 1984    | ASUL Lyon            |
| 12 | Gavin Schmitt        | O     | 27 gennaio 1986   | Arkas                |
| 15 | Frederic Winters     | S     | 25 settembre 1982 | Sada                 |
| 17 | Graham Vigrass       | C     | 17 giugno 1989    | Étoile du Sahel      |
| 18 | Nicholas Hoag        | S     | 19 maggio 1992    | Tours                |
| 22 | Steven Marshall      | S     | 23 novembre 1989  | Łuczniczka Bydgoszcz |

## Cuba
| N° | Nome             | Ruolo | Data di nascita | Squadra          |
| -- | ---------------- | ----- | --------------- | ---------------- |
| -  | Rodolfo Sánchez  | All   | -               | -                |
| 1  | Yosvani González | P     | 18 aprile 1988  | Ciudad Habana    |
| 2  | Inovel Romero    | S     | 28 gennaio 1995 | Ciego de Ávila   |
| 3  | Ricardo Calvo    | P     | 2 ottobre 1996  | Villa Clara      |
| 6  | Osniel Rendón    | O     | 26 ottobre 1996 | Matanzas         |
| 7  | Yonder García    | L     | 26 marzo 1993   | Ciudad Habana    |
| 8  | Rolando Cepeda   | S     | 13 marzo 1989   | Sancti Spíritus  |
| 9  | Liván Osoria     | C     | 5 febbraio 1994 | Santiago de Cuba |
| 14 | Osmany Uriarte   | S     | 4 giugno 1995   | Sancti Spíritus  |
| 15 | Dariel Albo      | S     | 17 gennaio 1992 | Ciudad Habana    |
| 17 | Félix Chapman    | C     | 5 ottobre 1996  | Mayabeque        |

## Messico
| N° | Nome              | Ruolo | Data di nascita   | Squadra              |
| -- | ----------------- | ----- | ----------------- | -------------------- |
| -  | Juan Roberto      | All   | -                 | -                    |
| 1  | Humberto Ceballos | C     | 11 lugli 1993     | Pumas UNAM           |
| 2  | Daniel Vargas     | O     | 1º settembre 1986 | Anagennīsī Deryneia  |
| 3  | Ernesto Serrano   | P     | 28 dicembre 1994  | Jalisco              |
| 7  | Jorge Quiñones    | S     | 13 novembre 1981  | Guanajuato           |
| 10 | Pedro Rangel      | P     | 16 settembre 1988 | Tigres UANL          |
| 11 | Jorge Barajas     | L     | 7 maggio 1991     | Tigres UANL          |
| 12 | José Martínez     | C     | 23 gennaio 1993   | Ferrocarrileros IMSS |
| 14 | Tomás Aguilera    | C     | 15 novembre 1988  | Chihuahua            |
| 17 | Néstor Orellana   | O     | 7 gennaio 1992    | Tigres UANL          |
| 18 | Dorian Raya       | C     | 2 gennaio 1993    | Guanajuato           |
| 19 | Pedro Ruiz        | S     | 20 maggio 1995    | Veracruz             |
| 20 | Julián Duarte     | S     | 19 giugno 1994    | Nuevo León           |

## Stati Uniti
| N° | Nome              | Ruolo | Data di nascita  | Squadra               |
| -- | ----------------- | ----- | ---------------- | --------------------- |
| -  | John Speraw       | All   | 18 ottobre 1971  | -                     |
| 1  | Matthew Anderson  | O     | 18 aprile 1987   | Zenit-Kazan           |
| 3  | Taylor Sander     | S     | 17 marzo 1992    | BluVolley Verona      |
| 4  | David Lee         | C     | 8 marzo 1982     | Lokomotiv Novosibirsk |
| 6  | Paul Lotman       | S     | 3 novembre 1985  | Asseco Resovia        |
| 7  | Kawika Shoji      | P     | 11 novembre 1987 | Charlottenburg        |
| 9  | Murphy Troy       | O     | 31 maggio 1989   | Trefl Gdańsk          |
| 10 | Thomas Jaeschke   | S     | 4 settembre 1993 | Loyola Chicago        |
| 11 | Micah Christenson | P     | 8 maggio 1993    | Southern California   |
| 12 | Russell Holmes    | C     | 1º luglio 1982   | Asseco Resovia        |
| 16 | Jayson Jablonsky  | S     | 23 luglio 1985   | Fujian                |
| 17 | Maxwell Holt      | C     | 12 marzo 1987    | Dinamo Mosca          |
| 20 | David Smith       | C     | 15 maggio 1985   | Tours                 |
| 21 | Dustin Watten     | L     | 27 ottobre 1986  | Gazélec Ajaccio       |
| 22 | Erik Shoji        | L     | 24 agosto 1989   | Charlottenburg        |